# Маннини, Маттиа
Матти́а Манни́ни (итал. Mattia Mannini; родился 8 июля 2006) — итальянский футболист, полузащитник клуба «Рома».

## Клубная карьера
Воспитанник футбольной академии клубов «Специя» и «Рома». В основном составе «Ромы» дебютировал 14 декабря 2023 года, выйдя на замену Николе Залевскому в матче Лиги Европы УЕФА против «Шерифа».

## Карьера в сборной
Выступал за сборные Италии до 16, до 17, до 18 и до 19 лет.